# Bão cát ở Ấn Độ 2018
Từ ngày 2 đến ngày 3 tháng 5 năm 2018, các cơn bão cát tốc độ cao xảy ra trên khắp các bang miền bắc Ấn Độ: Uttar Pradesh và Rajasthan, giết chết ít nhất 110 người và làm bị thương hơn 200 người. Ở bang Rajasthan, ít nhất 35 người chết và hơn 200 người bị thương sau khi gió sau khi gió làm đổ 8.000 cột điện và bật gốc hàng trăm cây. Ở vùng lân cận Uttar Pradesh, số người chết ít nhất là 73, với phần lớn những người chết xảy ra ở thành phố Agra, nơi 43 người đã được xác nhận đã chết. Bão không phải là hiếm trong khu vực; tuy nhiên, vì cơn bão này xảy ra vào ban đêm và với tốc độ gió lớn hơn mức trung bình, số người chết cao hơn bình thường.

## Tổng quan
Bão cát là một kiểu thời tiết đặc trưng theo mùa của Ấn Độ. Các cơn bão thường xảy ra trong những tháng mùa hè, khi thời tiết khô ráo để cho phép cát bị cuốn đi theo gió. Số người chết trong những cơn bão như vậy hiếm khi vượt quá 12; một cơn bão trước đã xảy ra ở Ấn Độ vào ngày 11 tháng 4 năm 2018, giết chết 19 người.

## Bão và thiệt hại
Cơn bão cát xảy ra vào đầu mùa gió mùa của Ấn Độ. Trong những ngày trước đó, các nhà khí tượng học khu vực đã dự báo bão và gió lớn xảy ra trong tuần đó. Góp phần tạo cơn bão là một thời kỳ nhiệt độ cao bất thường cho khu vực, làm tăng cường cường độ của hệ thống thời tiết.
Bão cát bắt đầu vào khuya ngày 2 tháng 5 năm 2018, chủ yếu là phá hủy vào các bang Uttar Pradesh và Rajasthan. Ít nhất 73 người đã thiệt mạng tại Uttar Pradesh, với 43 người ở thành phố Agra; 21 người đã bị chết ở Kheragarh, một thị trấn cách thành phố khoảng 50 km về phía tây nam. Ít nhất 35 người thiệt mạng tại Rajasthan, với Alwar là tồi tệ nhất; các khu vực Bharatpur và Dholpur cũng bị ảnh hưởng. 4 người đã chết ở bang Uttarakhand, và Delhi cũng bị ảnh hưởng. Hơn 200 người bị thương do bão.
Các quan chức nói rằng cơn bão đã tàn phá nhiều hơn những cơn bão cát trước, con bão mạnh hơn mang nhiều mảnh vụn hơn, gây ra nhiều thiệt hại cho nhà và công trình, và vì nó xảy ra vào ban đêm, hầu hết đều ngủ và không thể đề phòng, khiến nhiều người thiệt mạng hoặc bị thương bởi các mảnh vỡ rơi xuống. Hầu hết các thiệt hại và tử vong liên quan đến gió lớn, chứ không phải là do cát. Tại Rajasthan, nguồn cung cấp điện bị gián đoạn bởi 200-300 cột điện bị đổ, và các trường học đã bị đóng cửa ở quận Alwar.
Bởi vì tình trạng thời tiết vẫn khắc nghiệt hơn, chính quyền Uttar Pradesh tiếp tục lên kế hoạch cảnh báo công dân của mình về điều kiện thời tiết trong 48 giờ sau.
Chính quyền Uttar Pradesh đã thông báo bồi thường cho người thân của những người thiệt mạng lên đến ₹4 lakh (US$6,200).
Văn phòng của Thủ tướng Narendra Modi cho biết trong một tuyên bố trên Twitter rằng ông rất buồn vì nhiều người thiệt mạng. Pedram Javaheri lưu ý rằng khu vực này đã có nhiều năm lượng mưa dưới trung bình trong mùa hè, làm tăng nguy cơ bụi và cát bị cuốn theo gió mạnh.